# Jilles van der Sande
Jilles Hendrik van der Sande (Dordrecht, 19 juli 1805 of 1807 - Den Haag, 16 november 1868) was een Nederlands jurist en raadsheer in de Hoge Raad der Nederlanden.
Van der Sande werd geboren als zoon van de Dordtse koopman Hendrik van der Sande en diens vrouw Anna Margaretha van Laren. Hij studeerde rechten aan de Universiteit Leiden van 1825 tot 1830; op 28 juni 1830 promoveerde hij daar magna cum laude op De excusatione criminum et delictorum, secundum codicem poenalem. Na zijn studie werd hij advocaat en kantonrechter in Alphen aan den Rijn. In 1841 werd hij benoemd tot rechter bij de Rechtbank Leiden en in 1849 tot raadsheer bij het Hof van Zuid-Holland.
Op 29 september 1859 stuurde de Hoge Raad haar aanbeveling voor benoeming tot raadsheer naar de Tweede Kamer, ter vervulling van een vacature die was ontstaan door het overlijden van H.J.H. Modderman. Van der Sande kwam op deze aanbeveling niet voor; de eerste plaats ging naar A. van Galen, procureur-generaal bij het Hof van Zuid-Holland. De Tweede Kamer plaatste Van der Sande echter op de eerste plaats van haar voordracht aan de minister, die Van der Sande op 19 oktober 1859 tot raadsheer benoemde. Hij bleef raadsheer tot zijn overlijden op 16 november 1868.
Van der Sande was getrouwd met Anzia Geertruida Pasteur; hun huwelijk vond plaats te Utrecht op 26 april 1849. Een aangetrouwde neef (oomzegger) van Van der Sande, Joost Gerard Kist (getrouwd met Henriëtte Albertine van der Sande), volgde hem op als raadsheer in de Hoge Raad.